# Чагарниця лісова

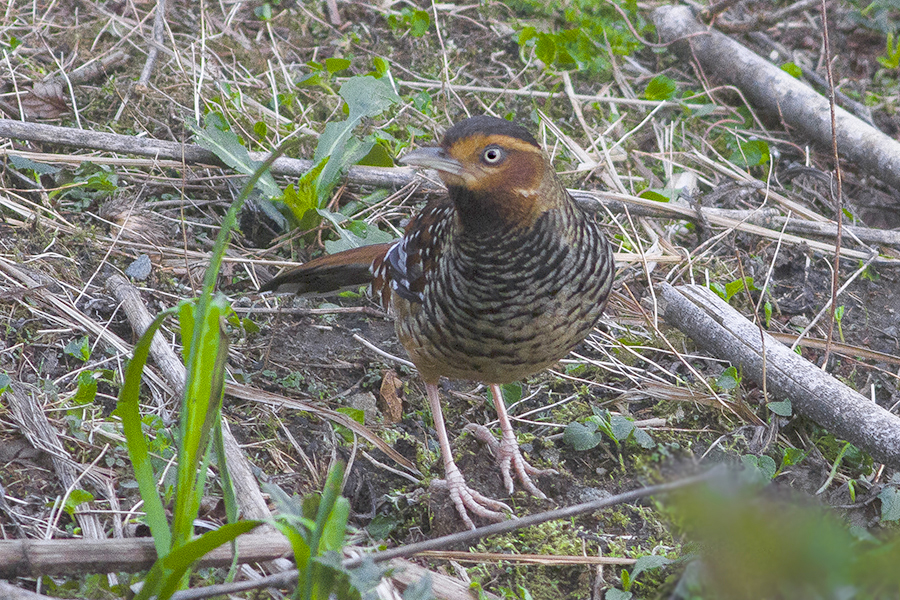
Лісова чагарниця (Сіккім, Індія)

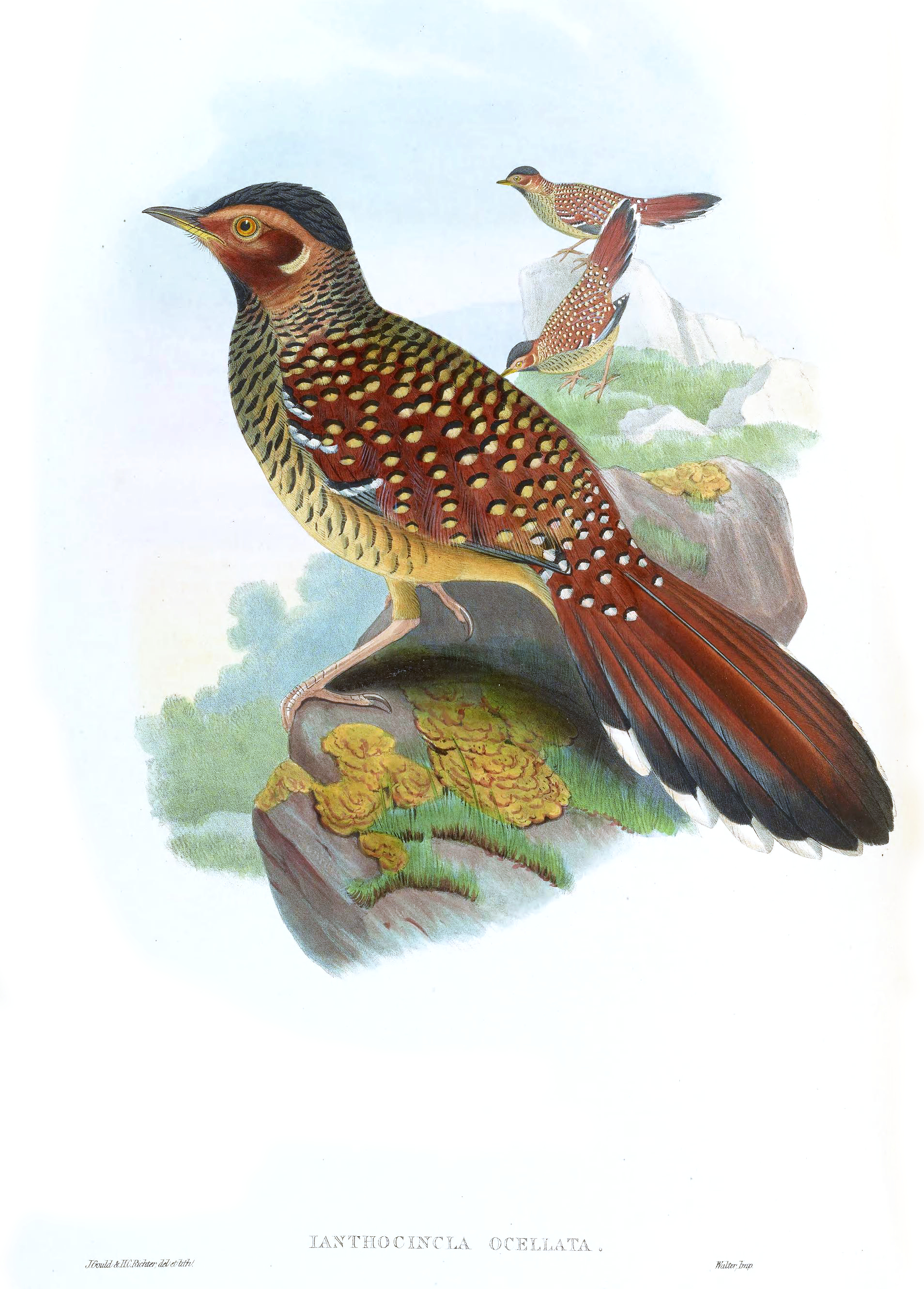
Лісові чагарниці

Чагарни́ця лісова (Ianthocincla ocellata) — вид горобцеподібних птахів родини Leiothrichidae. Мешкає в Гімалаях, Китаї і М'янмі.

## Опис
Довжина птаха становить 30-33 см. Забарвлення переважно рудувато-коричневе, нижня частина тіла світліша, на крилах чорно-білі смуги. Верхня частина тіла поцяткована білими плямами, голова і горло чорні, обличчя коричневе. Груди пістряві, поцятковані чорно-білими смугами, кінчик хвоста чорно-білий.

## Підвиди
Виділяють чотири підвиди:
- I. o. griseicauda (Koelz, 1950) — західні Гімалаї (від північно-західних районів індійського штату Уттар-Прадеш до західного Непалу);
- I. o. ocellata (Vigors, 1831) — східні Гімалаї (від центрального Непалу до Бутану і південно-східного Тибету);
- I. o. maculipectus (Hachisuka, 1953) — північно-східна М'янма і північний захід китайської провінції Юньнань;
- I. o. artemisiae (David, A, 1871) — центральний Китай (від півдня провінції Ганьсу до провінції Сичуань і північно-східного Юньнаню).

## Поширення і екологія
Лісові чагарниці мешкають в Індії, Бутані, Непалі, Китаї і М'янмі. Вони живуть у вологих гірських тропічних і субтропічних лісах та в широколистяних лісах. Зустрічаються на висоті від 1100 до 3660 м над рівнем моря. Дорослі птахи живляться плодами і насінням, молоді птахи також полюють на комах. Сезон розмноження триває з травня по червень.